# Finspångs slott
Finspångs slott ligger i Finspång, Östergötland och ingår i Finspångs kommun. 
Slottet ägs av Siemens Energy och fungerar idag som kontor åt turbinindustrin. Det uppfördes av Louis De Geer d.y. mellan 1668 och 1685. Slottsflyglarna, som uppfördes av Louis De Geers sonson 1742, används som hotell, konferensanläggning och restaurang. Slottet ägdes länge av medlemmar av ätten De Geer och har gett namn åt den friherrliga gren av den ätten som besatt slottet, De Geer af Finspång.

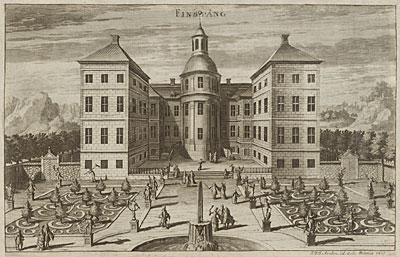
Finspångs slott 1700

## Slottsbyggnaden
Finspångs slott är, på holländskt sätt, anlagt på en holme i Finspångsån. Det började uppföras 1668 av Louis De Geer (1622–1695) efter ritningar av den holländske arkitekten Adriaan Dortsman (1635–1682). Slottet stod klart 1685 som ett typiskt lantslott från karolinsk tid. Invändigt finns bland annat förnämliga stuckaturer av Carlo Carove (död 1697). De är utformade med tunga listverk och dekorativa växtmotiv. Inredningsarbetena slutfördes av byggherrens sonson Louis de Geer, som även uppförde de båda flyglarna på 1740-talet. Kanonerna utanför slottet är tillverkade i Finspång 1866 och 1885/1886. 
Slottet ägs idag av Siemens som för brukstraditionen vidare genom att använda det som huvudkontor för turbintillverkningen. Det är därför inte tillgängligt för allmänheten, däremot är slottsparken öppen för alla.

## Slottskapellet
Slottskapellet, som ligger i slottets norra del, tillkom genom att familjen de Geer och de inflyttade vallonerna omfattades av den reformerta tron. Sitt nuvarande utseende fick kapellet 1890. Idag används det som gudstjänstlokal av Svenska kyrkan. 

## Parken & omkringliggande byggnader
Slottsparken anlades i olika etapper mellan åren 1690 och 1820. Under 1790-talet utvidgades trädgården med en vidsträckt engelsk park. I parken ligger bland annat Auroratemplet från 1791 (byggnadstypen kallas monopteros) och lusthuset Lugnet från 1821. Järntemplet och broarna över parkens många vattendrag är utförda i gjutjärn och tillverkade vid bruket under 1850-talet. Orangeriet är från 1832. Arkitekten hette Lars Jacob von Röök. På byggnadens norra långvägg finns två väggmålningar av konstnären Per Berggren. Dessa är kopior efter italienska förebilder.

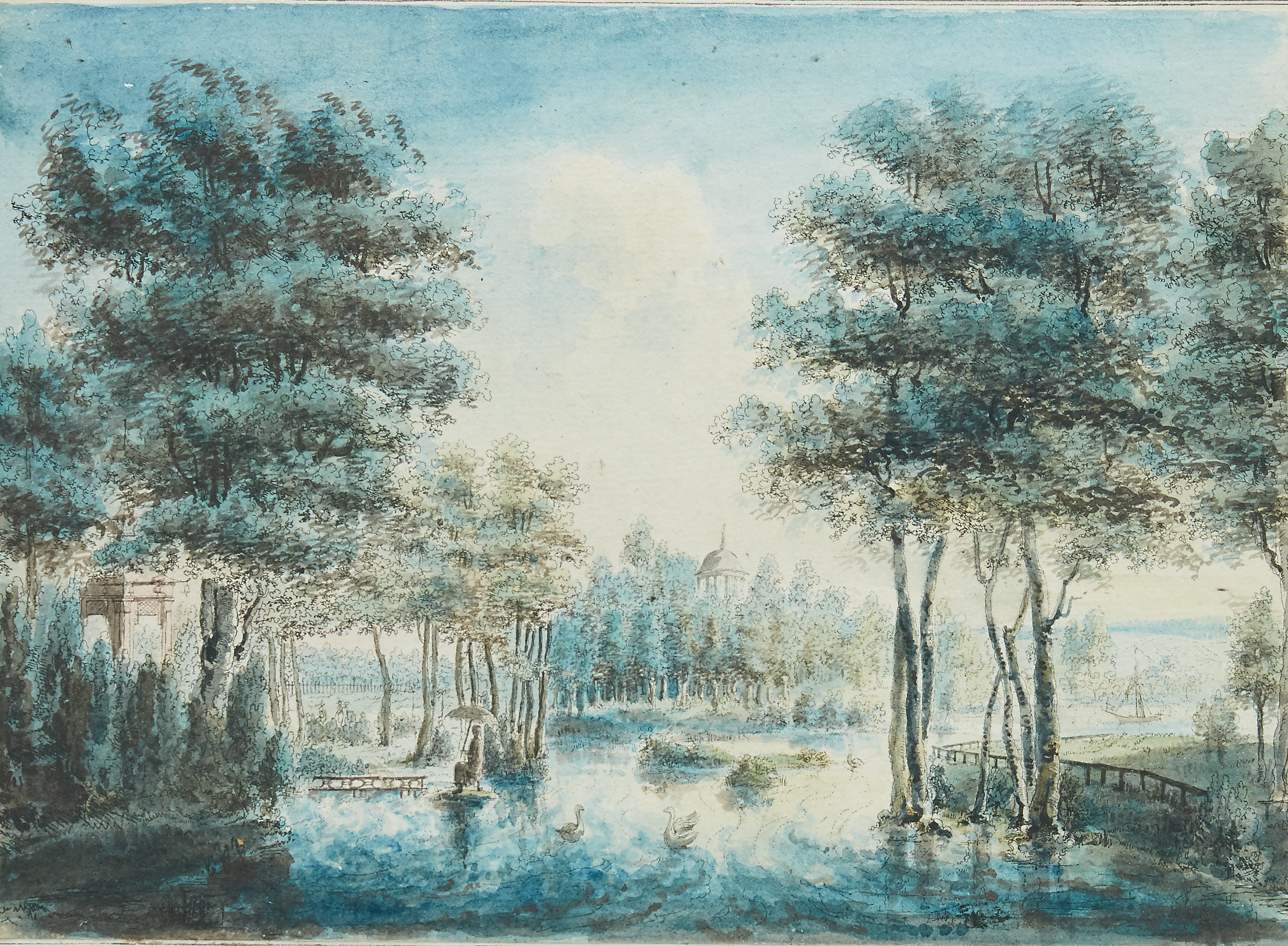
Den engelska parken vid Finspång under 1790-talet. Akvarellerat kopparstick av Johan Petter Cumelin.
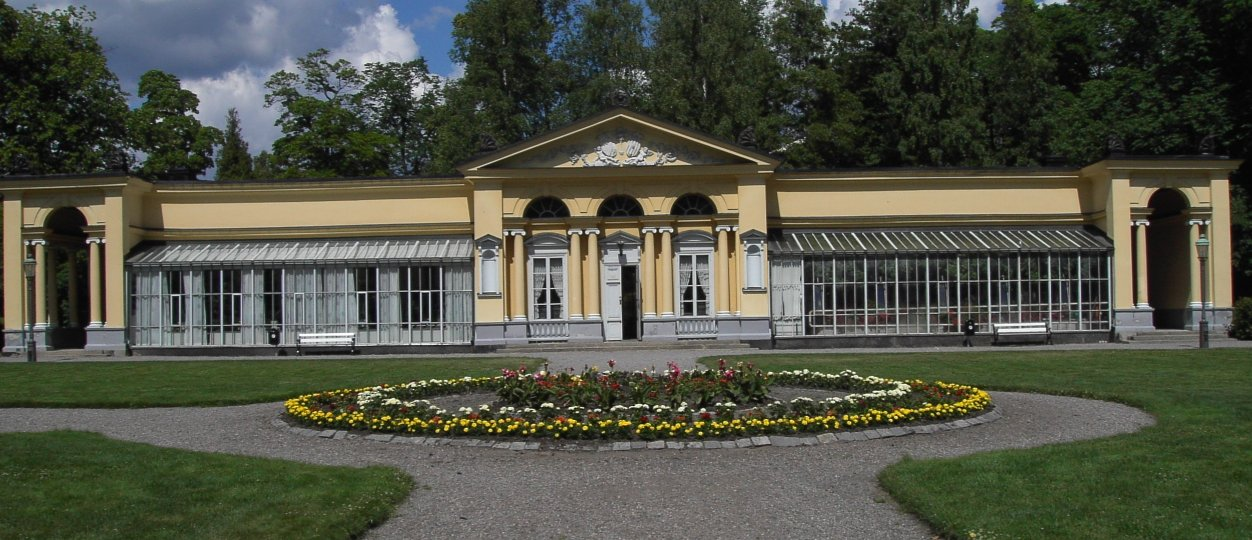
Orangeriet i trädgården.

## Omgivningarna
Bruksgatan med sina arbetarbostäder från åren 1764–1815 utgör tillsammans med Värdshuset, Bruksgården, Messingskammaren och Bruksmuseet samt slottet och industrin en av landets vackraste och intressantaste bruksmiljöer, "Bruksmiljöernas Drottningholm", som Karl-Gustaf Hildebrand (f. 1911) skrev i boken "Svenskt järn".